# Sulfatide

Die chemische Struktur der Sulfatide

Sulfatide sind Hydrogensulfatester von Glycosphingolipiden. Es handelt sich um Cerebroside, bei denen am C3 des Glycosylrestes (entweder Glucose oder Galactose) eine Sulfatgruppe angelagert ist. Der Donor ist 3′-Phosphoadenosin-5′-phosphosulfat (PAPS). Sie werden primär in Oligodendrozyten im ZNS gebildet. Ein Defekt oder Mangel der Sulfat-abspaltenden Sulfatidase Arylsulfatase A und die daraus resultierende Akkumulation von Sulfatiden in den Lysosomen von Oligodendrozyten führt zu metachromatischer Leukodystrophie.